# Přemysl van Moravië
Přemysl van Moravië (circa 1209 - 16 oktober 1239) was markgraaf van Moravië.

## Levensloop
Hij was de jongste zoon van koning Ottokar I van Bohemen en Constance van Hongarije. In 1227 werd hij markgraaf van Moravië.
Zijn hele leven lang voerde Přemysl een concurrentiestrijd met zijn oudere broer Wenceslaus. Hierdoor weigerde Přemysl zowel alle beslissingen die Wenceslaus als koning van Bohemen nam, het koningschap van zijn broer als het feit dat hij als markgraaf van Moravië onder de koning van Bohemen stond te aanvaarden. 
In 1233 steunde hij hertog Frederik II van Oostenrijk in diens strijd tegen de Boheemse koning. Het draaide echter uit op een nederlaag voor Přemysl en Frederik II. Onder druk van hun moeder verzoenden Wenceslaus en Přemysl zich, maar in 1237 brak er terug oorlog uit tussen de broers. Deze oorlog werd door Wenceslaus gewonnen en in 1238 moest Přemysl naar Hongarije vluchten. Van koning Béla IV van Hongarije mocht hij er enkel verblijven als hij een deel van zijn leen aan zijn broer teruggaf. Het was in Hongarije dat Přemysl in 1239 stierf.
Hij huwde in 1232 met Margaretha van Meranië, een dochter van hertog Otto I van Meranië. Uit dit huwelijk zijn er geen nakomelingen bekend.